# Квартира (фільм)
«Квартира» (англ. The Apartment) — американський кінофільм 1960 року, комедійна мелодрама за участю Джека Леммона, Ширлі Мак-Лейн і Фреда Макмюррея. Режисер і продюсер — Біллі Вайлдер.
Фільм мав такий же великий успіх, як і попередня картина Біллі Вайлдера «У джазі тільки дівчата», одержав безліч нагород — п'ять премій «Оскар» (найкращий фільм, режисер, сценарій, художник-постановник, монтаж), три премії BAFTA (найкращі актор, акторка, фільм), три премії «Золотий глобус» (найкращий фільм-комедія, найкращі актор і акторка). Фільм обраний для збереження у національному реєстрі кінофільмів США і фігурує у кількох рейтингах найкращих фільмів, складених Американським інститутом кіномистецтва.
Надалі Леммон і Маклейн знялися разом у ще одному фільмі Біллі Вайлдера — «Ніжна Ірма».
На 1 березня 2024 року фільм займав 101-шу позицію у списку 250 кращих фільмів за версією IMDb.

## У ролях
- Джек Леммон — Сі Сі «Бад» Бакстер
- Ширлі Мак-Лейн — Френ Кюбелік
- Фред Макмюррей — Джеф Шелдрейк
- Рей Волстон — Джо Добіш
- Джек Крушнен — Доктор Драйфус
- Девід Льюїс — Ал Керкебі
- Гоуп Голідей — пані Макдугал
- Джоан Шолі — Сільвія
- Наомі Стівенс — пані Мілдред Драйфус
- Джоні Севен — Карл Матушка
- Джойс Джеймсон — Блондинка
- Віллард Вотерман — пан Вандерхоф
- Девід Вайт — пан Айкелбергер
- Еді Адамс — панна Олсен, секретарка

## Сюжет

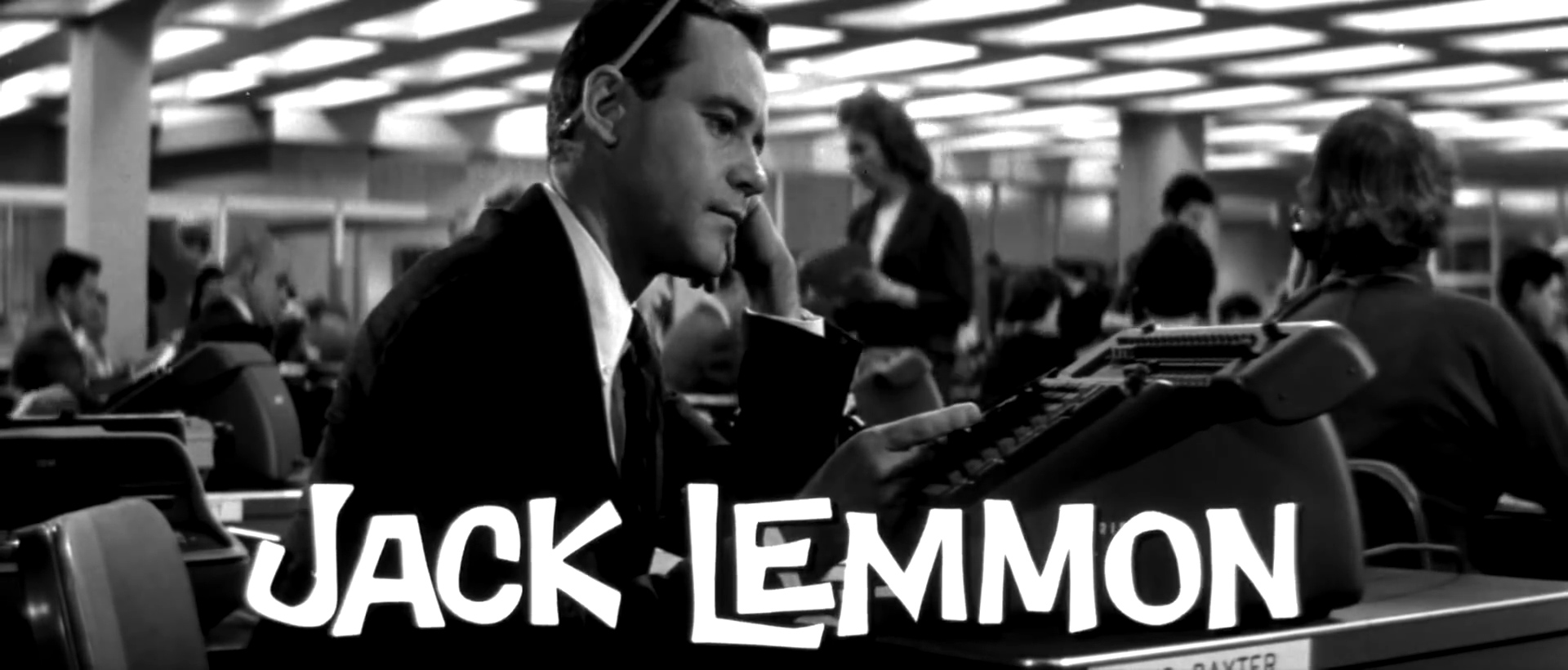
Джек Леммон у ролі Сі Сі Бакстера.

Дія фільму розгортається в Нью-Йорку наприкінці 1959 року. 
Головний герой — пересічний неодружений службовець страхової компанії Сі Сі Бакстер — якось позичив співробітникові ключ від своєї квартири. Згодом він уже змушений складати щільний графік відвідування свого житла одруженими колегами та їхніми коханками. Бакстер не дуже задоволений ситуацією, бо часто не може потрапити до власної квартири. До того ж сусіди постійно скаржаться на шум, думаючи, що це сам Бакстер щовечора бенкетує. Але він не може відмовити настирним начальникам. Щоб віддячити за послугу вони пропонують йому допомогу із просуванням по службі й пишуть схвальні відгуки про його роботу головному босові, Джефу Шелдрейкові. Відгуки настільки хвалебні, що Шелдрейк викликає Бакстера до свого кабінету, щоб дізнатися, чому він має таку популярність. Він змушує Бакстера розповісти правду… і теж просить у нього ключ від квартири, щоб провести час із коханкою. На подяку він пропонує Бакстеру підвищення — і той не може відмовитися.
Того ж вечора після роботи Бакстер запрошує до театру симпатичну ліфтерку Френ Кюбелік, у яку він таємно закоханий. Однак Френ у призначений час не приходить — у неї побачення із Шелдрейком. З'ясовується, що влітку в неї з шефом був роман, але все закінчилося, коли з канікул повернулися дружина й діти Шелдрейка. Тепер Шелдрейк умовляє Френ повернутися до нього й обіцяє розлучитися з дружиною. Френ відчуває, що він бреше, але все ще любить його й погоджується поїхати з ним на квартиру. Після їхнього відходу Бакстер знаходить на дивані пудреницю й потім передає її Шелдрейку, щоб він повернув «своїй леді».
Проходить кілька тижнів. В офісі компанії організують різдвяну вечірку, і Бакстер запрошує Френ випити разом з ним. Поки він ходить за напоями, п'яна секретарка Шелдрейка, яка знає про роман боса з Кюбелік, із сарказмом розповідає Френ про його численні любовні романи, натякаючи на те, що вона в нього не перша й не остання. Френ шокована. Бакстер приміряє новий капелюх. Френ дає йому пудреницю із дзеркалом, щоб подивитися на себе, і він впізнає в ній ту саму пудреницю, котру знайшов у своїй квартирі. З жахом усвідомивши, що саме Кюбелік є коханкою Шелдрейка, убитий горем Бакстер іде в бар і напивається. Там до нього підсідає ексцентрична пані Макдугал.
Тим часом Френ зустрічається із Шелдрейком у квартирі Бакстера й улаштовує істерику. Шелдрейк квапиться повернутися додому, і врешті йде, залишивши Френ замість різдвяного подарунка гроші. Опинившись на самоті, нещасна Френ вирішує покінчити життя самогубством і приймає знайдене у квартирі Бакстера снодійне. Коли той повертається додому з новою знайомою, він виявляє у своєму ліжку непритомну Френ. Бакстер кличе сусідського доктора, й вони вдвох рятують дівчину. Щоб захистити репутацію боса, Бакстер представляє все так, начебто вона є саме його коханкою, і переконує доктора не повідомляти поліцію про цей випадок. Бакстер залишає Френ у своїй квартирі до одужання. Впродовж двох днів вони спілкуються, грають у карти, і Френ розповідає йому про свої любовні невдачі. Бакстер піклується про Френ, запевняє її в серйозності намірів Шелдрейка, попри те, що той відмовляється розмовляти з нею телефоном.
Через два дні чоловік сестри Френ іде шукати її в офісі. Довідавшись про її місцеперебування, він прямує на квартиру до Бакстера, влаштовує бійку й забирає Френ, вважаючи Бакстера винним у всьому.
Шелдрейк звільняє свою секретарку за її витівку. Вона, своєю чергою, розповідає про його зради дружині Шелдрейка, і та виганяє чоловіка з дому.

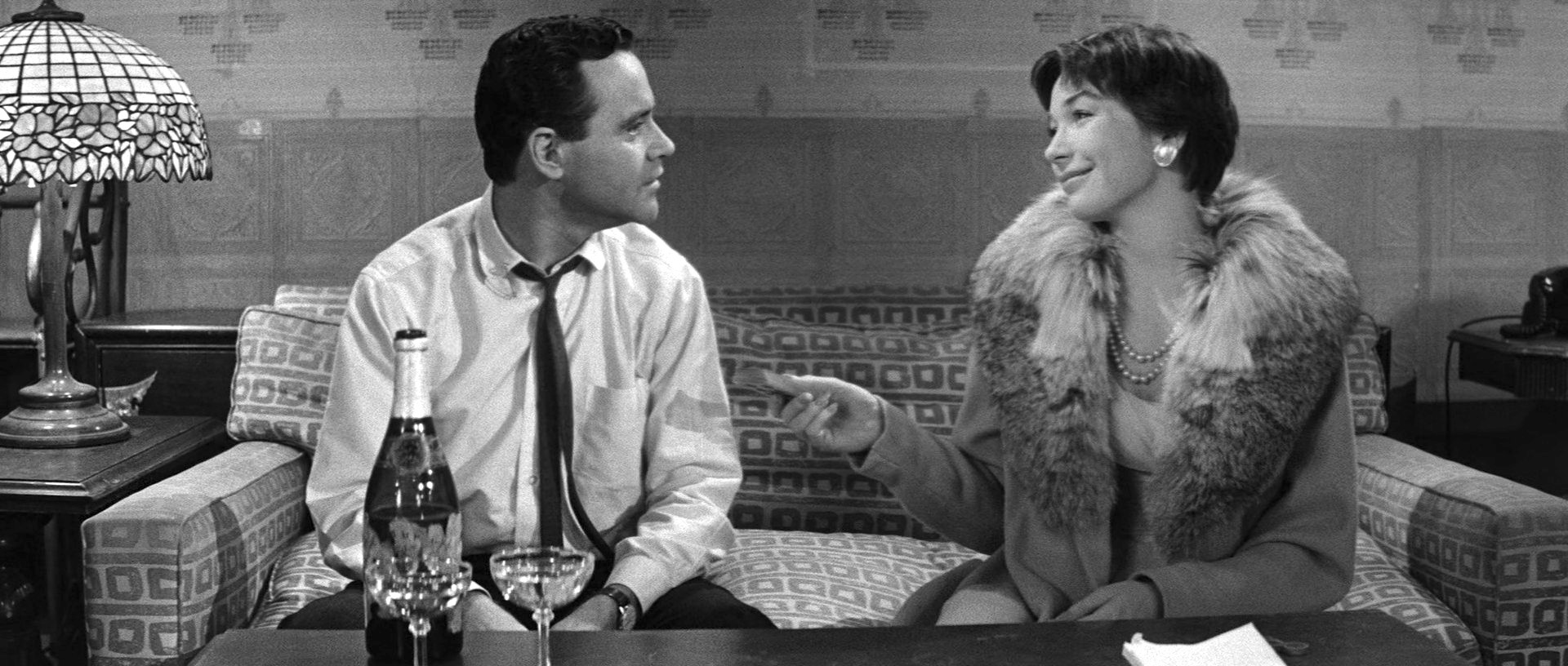
Бакстер (Джек Леммон) і Кюбелік (Ширлі Маклейн)

Шелдрейк призначає Бакстера своїм заступником на подяку за порятунок Френ і своєї репутації. Бакстер планує «звільнити» його від Френ і одружитися з нею, але довідується, що бос нарешті розлучається, і, ймовірно, сам одружиться з Френ. Шелдрейк знову просить ключ від квартири, але цього разу Бакстер рішуче заявляє, що більше не дозволить йому приводити у свій дім будь-кого, «особливо міс Кюбелік» — і залишає роботу.
Шелдрейк веде Френ святкувати Новий рік у клубі, де тимчасово мешкає. Він з обуренням розповідає їй про витівку свого підлеглого. Але Френ вражена вчинком Бакстера. Вона усвідомлює те, що Бакстер любить її, й те, що саме він їй потрібний. Вона кидає Шелдрейка в клубі й утікає до Бакстера, який у той час збирає речі, готуючись до переїзду. Візит Френ приголомшує його настільки, що він нарешті освідчується їй у коханні, на що Кюбелік з посмішкою відповідає знаменитою тепер фразою «Замовкни й роздавай карти».

## Нагороди

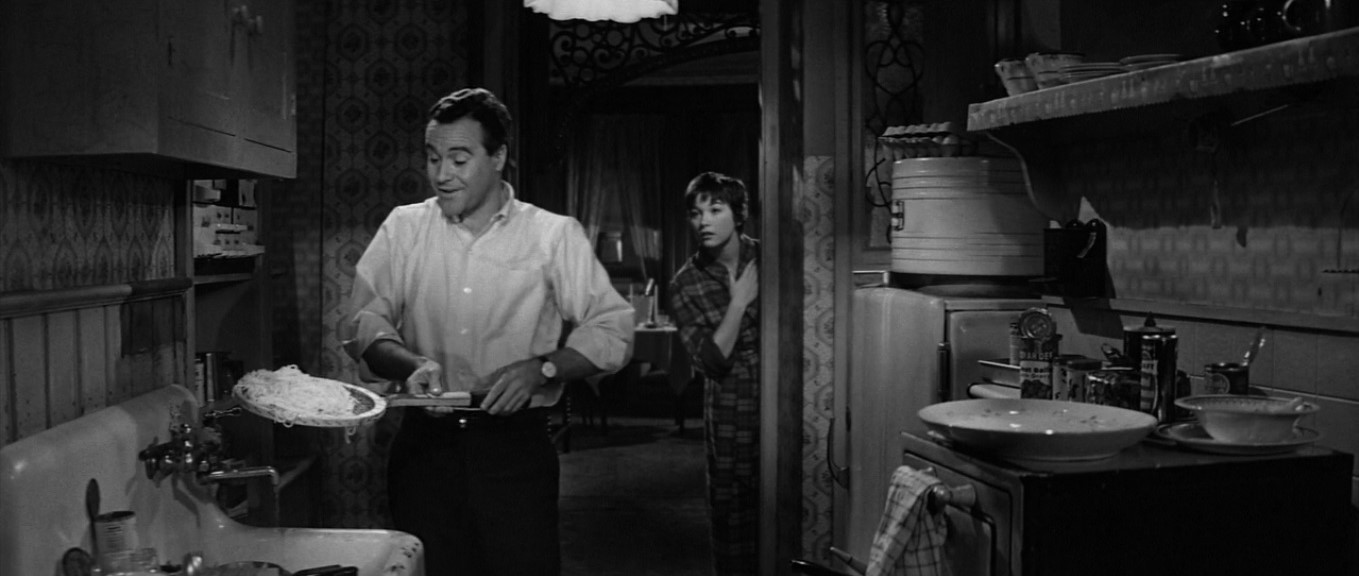
Бакстер використовує тенісну ракетку як друшляк для проціджування спагеті.

### «Оскар»(1960)
Перемоги
- За найкращий фільм — продюсер Біллі Вайлдер
- За найкращу роботу художника-постановника — Александр Тронер, Едвард Дж. Бойл
- За найкращий монтаж — Деніел Мендел
- Найкращому режисеру — Біллі Вайлдер
- За найкращий оригінальний сценарій — Біллі Вайлдер і І. А. Л. Даймонд

Інші номінації
- Найкращому актору — Джек Леммон
- Найкращій акторці — Ширлі Маклейн
- Найкращому актору другого плану — Джек Крушен
- Найкращому оператору — Джозеф ла-Шелл
- Найкращому звукооператору — Гордон Соєр

### Інші
- Премія Британської кіноакадемії (BAFTA) за найкращий фільм, найкращому актору (Джек Леммон) і акторці (Ширлі Маклейн)
- «Золотий глобус» найкращому актору й акторці.
- Премія Volpi Cup Венеційського кінофестивалю найкращій акторці (Ширлі Маклейн)
- Нагорода нью-йоркської гільдії кінокритиків за найкращий фільм, сценарій, найкращому режисеру.
- Нагорода Гільдії письменників США (WGA Award (Screen) за найкращий сценарій.
- Премія Лорел (Laurel Awards) за найкращу комедію, найкращим актору й акторці (Джек Леммон і Ширлі Маклейн)
- Нагорода Гільдії режисерів США (DGA Award) за визначне досягнення кінорежисера (Біллі Вайлдер)
- Вибраний Бібліотекою Конгресу для збереження в американському Національному реєстрі кінофільмів.